# Elena Andreicheva
Elena Andreicheva est une productrice et réalisatrice, née en Ukraine.

## Biographie
Sa famille migre en Angleterre alors qu'elle a 11 ans.
Elle suit des études dans le domaine scientifique, notamment en physique, à l'Impérial College de Londres dont elle sort diplômée avec un BSC et une maitrise en communication scientifique. 
Elle commence son travail dans la production à partir de 2006, en étant particulièrement intéressée par la discipline du genre documentaire.
Elle aborde dans son travail des thématiques ardues, liées à la vulgarisation scientifique ou à des thématiques sociales fortes (le milieu carcéral, le trafic d'êtres humains , la drogue. la crise de l'immigration vue par une famille polonaise, entre autres sujets).
Elle collabore avec les grandes structures de production comme la BBC, C4, National Geographic.

## Filmographie (extrait)

### En tant que productrice
- 2020 : Learning to Skateboard in a Warzone (If You're a Girl) - documentaire réalisé par Carol Dysinger, 39 min
- 2014-2015 : Drugs, Inc. (série documentaire pour la télévision, 2 épisodes, 44 min

### En tant que réalisatrice
- 2016 : Polish Go Home - documentaire, court métrage
- 2013 : The World According to Mr O' Neil - documentaire, court métrage

## Distinctions
Polish Go Home, un documentaire sensible sur la question de l'immigration, vu par les yeux d'une famille polonaise. Ce film a fait l'objet de nombreuses sélections et a reçu le prix de "Best Documentary" au Discover Film Festival in London.
Learning to Skateboard in a Warzone (If You're a Girl) a fait l'objet de nombreuses distinctions. Cette réalisation de Carol Dysinger, tourné en Afghanistan, présente une valeureuse et chaleureuse école de skate-board pour les filles, dans un pays où les droits des femmes sont bafoués. 
Primé en 2020  British Academy of Film and Television Arts BAFTA Award comme Best British Short Film, le film remporte également  l'Oscar du meilleur court métrage documentaire à la 92e cérémonie des Oscars,,, . 
Lors de la cérémonie, Elena Andreicheva fait le choix de porter une tenue en textile éco-responsable, afin de mettre en avant ses engagements pour la lutte contre les inégalités et l'injustice.
En remportant l'Oscar, Andreicheva est devenue la première femme lauréate d'origine ukrainienne depuis l'indépendance du pays. Elle témoigne dans ses interviews de son engagement féministe et de sa solidarité avec l'Ukraine. 